# 自由民主党を離党した国会議員一覧
自由民主党を離党した経験がある国会議員および元国会議員の一覧。なお、国会議員引退後に離党した者や、離党後に復党した者、国会議員初当選前の地方議員・一般党員時代に離党した者も含まれている。

## あ行
- 愛知和男
- 愛野興一郎
- 青山丘
- 秋元司
- 秋本真利
- 浅田均
- 東徹
- 阿部弘樹
- 新井将敬
- 粟屋敏信
- 井奥貞雄
- 石井一二
- 石井一
- 石崎徹
- 石関貴史
- 石田勝之
- 石田芳弘
- 石破茂
- 石原健太郎
- 石原慎太郎
- 泉信也
- 礒崎陽輔
- 井出正一
- 一川保夫
- 伊藤辰夫
- 井上喜一
- 井上英孝
- 今津寛
- 岩屋毅
- 上田清司
- 上野公成
- 魚住汎英
- 宇田川芳雄
- 打越明司
- 宇都宮徳馬
- 浦野靖人
- 江田憲司
- 近江屋信広
- 大石正光
- 大江康弘
- 扇千景
- 太田誠一
- 大塚高司
- 大塚雄司
- 大野泰正
- 岡島正之
- 岡田克也
- 奥田敬和
- 奥村展三
- 小沢一郎
- 小沢辰男
- 尾辻朋実
- 小野次郎

## か行
- 海部俊樹
- 柿澤弘治
- 柿沢未途
- 笠原多見子
- 風間直樹
- 片山虎之助
- 加藤紘一
- 加藤尚彦
- 加藤六月
- 金子徳之介
- 鹿野道彦
- 鎌田さゆり
- 神谷宗幣
- 亀岡偉民
- 亀井静香
- 亀井久興
- 川上義博
- 河井案里
- 河井克行
- 河村たかし
- 城内実
- 菊池長右ェ門
- 北澤俊美
- 北川正恭
- 北村直人
- 木村守男
- 岸田光広
- 儀間光男
- 釘宮磐
- 鯨岡兵輔
- 沓掛哲男
- 工藤堅太郎
- 熊谷弘
- 熊代昭彦
- 栗原博久
- 栗本慎一郎
- 黒田雄
- 玄葉光一郎
- 小池正勝
- 小池百合子
- 小泉龍司
- 河野洋平
- 古賀一成
- 古賀潤一郎
- 古賀敬章
- 木暮山人
- 小坂憲次
- 後藤博子
- 小西理
- 木幡弘道
- 小林興起
- 小宮山泰子
- 小山孝雄

## さ行
- 西郷吉之助
- 斉藤滋宣
- 笹川尭
- 笹山登生
- 左藤章
- 佐藤謙一郎
- 佐藤敬夫
- 左藤恵
- 佐藤守良
- 坂本剛二
- 椎名素夫
- 塩谷立
- 実川幸夫
- 篠田陽介
- 柴田巧
- 自見庄三郎
- 清水清一朗
- 下地幹郎
- 白川勝彦
- 白須賀貴樹
- 新開裕司
- 榛葉賀津也
- 菅原一秀
- 杉村太蔵
- 杉山憲夫
- 鈴木克昌
- 鈴木宗男
- 鈴木義弘
- 砂田圭佑
- 世耕弘成
- 薗浦健太郎
- 園田博之

## た行
- 高木佳保里
- 高野光二郎
- 高橋一郎
- 高橋嘉信
- 高橋英明
- 高松和夫
- 高松智之
- 田川誠一
- 竹中平蔵
- 武村正義
- 田中伊三次
- 田中角栄
- 田中秀征
- 田中彰治
- 田中直紀
- 田中英夫
- 田中眞紀子
- 田名部匡省
- 谷川弥一
- 田野瀬太道
- 田畑毅
- 玉澤徳一郎
- 田村耕太郎
- 田村秀昭
- 津島雄二
- 坪井一宇
- 渡海紀三朗
- 徳田毅
- 戸塚進也
- 冨沢篤紘
- 豊田真由子

## な行
- 永井英慈
- 中川俊直
- 中川正春
- 中川義雄
- 長崎幸太郎
- 仲里利信
- 中島衛
- 中島洋次郎
- 中司宏
- 長友克洋
- 中西啓介
- 中根康浩
- 中村喜四郎
- 仲村正治
- 永野茂門
- 中山恭子
- 中山太郎
- 中山義活
- 二階俊博
- 二之湯智
- 西岡武夫
- 西川太一郎
- 西田薫
- 西野陽
- 野田国義
- 野田毅
- 野田聖子
- 野中広務
- 野呂昭彦

## は行
- 萩原誠司
- 橋本聖子
- 長谷川嘉一
- 長谷川憲正
- 長谷川大紋
- 畑英次郎
- 羽田孜
- 鳩山邦夫
- 鳩山由紀夫
- 馬場伸幸
- 原口一博
- 半田善三
- 平沼赳夫
- 平野貞夫
- 広瀬めぐみ
- 広津素子
- 広田一
- 吹田愰
- 福田峰之
- 藤井裕久
- 藤井孝男
- 藤井勇治
- 藤原良信
- 船田元
- 保坂三蔵
- 星野行男
- 星野朋市
- 細川護熙
- 堀井学

## ま行
- 前田武志
- 増子輝彦
- 升田世喜男
- 増田敏男
- 松浦昭
- 松岡満寿男
- 松尾官平
- 松木謙公
- 松下忠洋
- 松田岩夫
- 松田学
- 松野頼三
- 松原仁
- 松本和巳
- 松宮勲
- 松本純
- 真山勇一
- 三浦一水
- 水野賢一
- 美延映夫
- 三原朝彦
- 宮崎謙介
- 宮澤博行
- 宮島大典
- 武藤貴也
- 村井仁
- 村上正邦
- 室井邦彦
- 森田俊和

## や行
- 矢上雅義
- 八代英太
- 保岡興治
- 谷田川元
- 簗瀬進
- 矢野哲朗
- 山内康一
- 山内俊夫
- 山岡賢次
- 山口敏夫
- 山下貴史
- 山田宏
- 山田正彦
- 山本幸三
- 山本幸雄
- 山本拓
- 吉川貴盛
- 吉川赳
- 吉田公一
- 吉田豊史
- 吉村剛太郎
- 米田建三
- 米山隆一

## わ行
- 若狭勝
- 渡部恒三
- 渡辺秀央
- 渡辺喜美
- 和田有一朗
- 綿貫民輔